# Мала Мадонна Каупера
«Мала Мадонна Каупера» — картина італійського художника доби Відродження Рафаеля, написана близько 1505 року.